# Tunshill
Tunshill – osada w Anglii, w hrabstwie ceremonialnym Wielki Manchester, w dystrykcie metropolitalnym Rochdale. Leży 20 km na północny wschód od centrum miasta Manchester.